# 堕ちた天使
「堕ちた天使」（おちたてんし、Centerfold）はJ・ガイルズ・バンドのヒット曲。高校時代の憧れの女性が男性誌の見開きピンナップページに載っていることにショックを受けた青年の物語である。原題の "Centerfold" （センターフォールド）は「中央見開き、もしくは折り込みページの（ヌード）写真」の意味。

## 概要
1981年の秋に発表され、1982年2月にビルボードホット100の1位に輝く。その後6週にわたって1位の座を保ち続け、オーストラリアでも1位になった。アルバム『フリーズ・フレイム』からの最初のシングルカットであり、初期MTVの常連となった。ヴィデオが撮影された学校の上の階には少女向けダンス・スクールがあり、その出身者がヴィデオに出演している。ヴィデオにはMTVのヴィデオジョッキー、マーサ・クインが出演していると長らく思われていたが、ダンサーの一人が彼女によく似ていただけである。
バンドのリード・シンガー、ピーター・ウルフはラジオ番組『イン・ザ・スタジオ・ウィズ・レッドベアード』で「悲しみのエンジェル」が当初のシングルカット候補であったことを明かしている。「悲しみのエンジェル」のヴィデオ撮影中のアメリカEMI社長からの指示により、「堕ちた天使」がシングルカット曲に変更された。
アメリカで1位になった1年後の1983年2月に全英トップ40の3位になり、バンドのイギリスでの唯一のヒット曲となった。

## メディアでの使用
日本では2014年に8代目スズキ・アルトのCMソングに起用された他、TBS系スポーツ情報番組『S☆1』日曜版のエンディング・コーナー「SUNDAY COLLECTION」のBGMにも同曲が使用された。

## カヴァー・ヴァージョン
- ドイツのスラッシュメタルバンド“タンカード”の1993年のアルバム『ストーン・コールド・ソーバー』でカヴァーされた。
- スカパンクバンド“アゲンスト・オール・オーソリティ”は“レス・ザン・ジェイク”とのスプリット・シングルで、また“ヘイシード・ディキシー”は2004年のアルバム『レット・ゼア・ビー・ロックグラス』でカヴァーした。
- イギリスのスカパンクバンド“スパンジ”もアルバム『ザット・シュド・カヴァー・イット!』で、これも2004年にカヴァーした。
- ドイツのユーロポップグループ“キャプテン・ジャック”もこの曲をカヴァーした。彼らのヴァージョンはゲーム「DDR SuperNOVA」で使用されている。
- アメリカの俳優/モデルのアダム・オースティンがカヴァーしたヴァージョンは1999年2月にイギリスで小当たりした。